# Бриджес, Микал
Мика́л Бри́джес (англ. Mikal Bridges; родился 30 августа 1996 года в Филадельфии, штат Пенсильвания, США) — американский профессиональный баскетболист, выступающий в НБА за клуб «Нью-Йорк Никс». Играет на позиции лёгкого форварда и атакующего защитника. На студенческом уровне выступал за команду университета Вилланова «Вилланова Уайлдкэтс». Был выбран на драфте НБА 2018 года под 10-м номером командой «Филадельфия Севенти Сиксерс».

## Карьера в НБА

### Финикс Санз (2018—2023)
На драфте НБА 2018 года Бриджес был выбран под общим 10-м номером командой Филадельфия Севенти Сиксерс» и был обменян в «Финикс Санз» на Заира Смита и выбор «Майами Хит» в первом раунде 2021 года. 1 июля 2018 года «Финикс» сообщил, что Микал Бриджес будет выступать в Летней лиги НБА 2018. 6 июля 2018 года Микал подписал контракт с «Финикс Санз». В первом матче Летней лиге против «Даллас Маверикс» игрок набрал 14 очков, он забил 4 из 5 трёхочковых броска.
14 ноября 2018 года Микал Бриджес впервые вышел в стартовом составе «Финикс Санз» в матче против «Сан-Антонио Спёрс». 2 февраля 2019 года в поединке против Атланта Хокс на счету игрока было 20 очков. Микал стал единственным игроком «Санс», сыгравшим во всех 82 играх регулярного сезона 2018/2019.

### Бруклин Нетс (2023—2024)
9 февраля 2023 года «Санз» обменяли Бриджеса в «Бруклин Нетс» вместе с Кэмероном Джонсоном, Джеем Краудером, четырьмя незащищенными выборами первого раунда драфта и правом на обмен выбора первого раунда драфта 2028 года на Кевина Дюранта и Ти Джея Уоррена. 15 февраля в матче против «Майами Хит» Бриджес обновил личный рекорд по количеству очков в одном матче НБА, набрав 45 очков.
9 апреля Бриджес сыграл свой 83-й матч в сезоне, став 42-м игроком в истории НБА, сыгравшим 83 и более игр в регулярном сезоне, и первым после Джоша Смита в сезоне 2014/15. По состоянию на конец сезона 2022/23 Бриджес по-прежнему удерживает действующий рекорд по количеству сыгранных подряд игр - 392, что делает его действующим «железным человеком».

### Нью-Йорк Никс (2024—настоящее время)
6 июля 2024 года Бриджес был обменян в «Нью-Йорк Никс» вместе с Кейтой Бэйтс-Диопом на Бояна Богдановича, Шейка Милтона, Мамади Диаките, пять будущих пиков первого раунда, права на обмен пиками первого раунда и пиками второго раунда. В результате обмена Бриджес воссоединился со своими бывшими товарищами по университетской команде «Вилланова» Джейленом Брансоном и Джошем Хартом, и тройка получила прозвище «Вилланова Никс» или «Нова Никс».
22 октября 2024 года Бриджес дебютировал в составе «Никс», набрав 16 очков при 7 из 13 попаданий с игры и 2 из 7 с трехочковой дистанции в матче против «Бостон Селтикс». 25 декабря Бриджес набрал 41 очко в победе над «Сан-Антонио Сперс». 12 марта Бриджес набрал 33 очка и забросил трехочковый в овертайме в победе над «Портленд Трэйл Блэйзерс» со счетом 114:113. В первой игре полуфинала конференции Бриджес сделал решающий перехват в овертайме и помог команде выиграть со счетом 108:105 у «Бостон Селтикс». Во второй игре полуфинала конференции Бриджес набрал все 14 очков в 4-й четверти и сделал блок в победе со счетом 91:90. Во второй раз подряд в плей-офф «Никс»победили после 20-очкового отставания, став первой командой, которой удалось это сделать.

## Статистика

### Статистика в НБА
| Сезон                                                                                    | Команда | Регулярный сезон | Регулярный сезон | Регулярный сезон | Регулярный сезон | Регулярный сезон | Регулярный сезон | Регулярный сезон | Регулярный сезон | Регулярный сезон | Регулярный сезон | Регулярный сезон | Серия плей-офф | Серия плей-офф | Серия плей-офф | Серия плей-офф | Серия плей-офф | Серия плей-офф | Серия плей-офф | Серия плей-офф | Серия плей-офф | Серия плей-офф | Серия плей-офф |
| Сезон                                                                                    | Команда | GP               | GS               | MPG              | FG%              | 3P%              | FT%              | RPG              | APG              | SPG              | BPG              | PPG              | GP             | GS             | MPG            | FG%            | 3P%            | FT%            | RPG            | APG            | SPG            | BPG            | PPG            |
| ---------------------------------------------------------------------------------------- | ------- | ---------------- | ---------------- | ---------------- | ---------------- | ---------------- | ---------------- | ---------------- | ---------------- | ---------------- | ---------------- | ---------------- | -------------- | -------------- | -------------- | -------------- | -------------- | -------------- | -------------- | -------------- | -------------- | -------------- | -------------- |
| 2018/19                                                                                  | Финикс  | 82               | 56               | 29,5             | 43,0             | 33,5             | 80,5             | 3,2              | 2,1              | 1,6              | 0,5              | 8,3              | Не участвовал  | Не участвовал  | Не участвовал  | Не участвовал  | Не участвовал  | Не участвовал  | Не участвовал  | Не участвовал  | Не участвовал  | Не участвовал  | Не участвовал  |
| 2019/20                                                                                  | Финикс  | 73               | 32               | 28,0             | 51,0             | 36,1             | 84,4             | 4,0              | 1,8              | 1,4              | 0,6              | 9,1              | Не участвовал  | Не участвовал  | Не участвовал  | Не участвовал  | Не участвовал  | Не участвовал  | Не участвовал  | Не участвовал  | Не участвовал  | Не участвовал  | Не участвовал  |
| 2020/21                                                                                  | Финикс  | 72               | 72               | 32,6             | 54,3             | 42,5             | 84,0             | 4,3              | 2,1              | 1,1              | 0,9              | 13,5             | 22             | 22             | 32,1           | 48,4           | 36,8           | 89,3           | 4,3            | 1,6            | 1,0            | 0,7            | 11,1           |
| 2021/22                                                                                  | Финикс  | 82               | 82               | 34,8             | 53,4             | 36,9             | 83,4             | 4,2              | 2,3              | 1,2              | 0,4              | 14,2             | 13             | 13             | 38,5           | 47,8           | 39,4           | 93,3           | 4,7            | 2,8            | 1,1            | 1,0            | 13,3           |
| 2022/23                                                                                  | Финикс  | 56               | 56               | 36,4             | 46,3             | 38,7             | 89,7             | 4,3              | 3,6              | 1,2              | 0,8              | 17,2             | Не участвовал  | Не участвовал  | Не участвовал  | Не участвовал  | Не участвовал  | Не участвовал  | Не участвовал  | Не участвовал  | Не участвовал  | Не участвовал  | Не участвовал  |
| 2022/23                                                                                  | Бруклин | 27               | 27               | 34,2             | 47,5             | 37,6             | 89,4             | 4,5              | 2,7              | 1,0              | 0,6              | 26,1             | 4              | 4              | 39,4           | 42,9           | 40,0           | 78,3           | 5,3            | 4,0            | 0,5            | 0,5            | 23,5           |
| 2023/24                                                                                  | Бруклин | 82               | 82               | 34,8             | 43,6             | 37,2             | 81,4             | 4,5              | 3,6              | 1,0              | 0,4              | 19,6             | Не участвовал  | Не участвовал  | Не участвовал  | Не участвовал  | Не участвовал  | Не участвовал  | Не участвовал  | Не участвовал  | Не участвовал  | Не участвовал  | Не участвовал  |
|                                                                                          | Всего   | 474              | 407              | 32,7             | 48,0             | 37,5             | 84,6             | 4,1              | 2,6              | 1,2              | 0,6              | 14,3             | 39             | 39             | 35,0           | 47,2           | 37,9           | 87,7           | 4,5            | 2,3            | 1,0            | 0,8            | 13,1           |
| Наведите курсор мыши на аббревиатуры в заголовке таблицы, чтобы прочесть их расшифровку. |         |                  |                  |                  |                  |                  |                  |                  |                  |                  |                  |                  |                |                |                |                |                |                |                |                |                |                |                |

### Статистика в NCAA
| Сезон | Команда   | Conf     | Class | GP  | GS | MPG  | FG%  | 3P%  | FT%  | RPG | APG | SPG | BPG | PPG  |
| --- | --------- | -------- | ----- | --- | -- | ---- | ---- | ---- | ---- | --- | --- | --- | --- | ---- |
| 2015/16 | Вилланова | Big East | FR    | 40  | 0  | 20,3 | 52,1 | 29,9 | 78,7 | 3,2 | 0,9 | 1,1 | 0,7 | 6,4  |
| 2016/17 | Вилланова | Big East | SO    | 36  | 33 | 29,8 | 54,9 | 39,3 | 91,1 | 4,6 | 2,0 | 1,7 | 0,9 | 9,8  |
| 2017/18 | Вилланова | Big East | JR    | 40  | 40 | 32,1 | 51,4 | 43,5 | 85,1 | 5,3 | 1,9 | 1,5 | 1,1 | 17,7 |
| Всего | Всего     | Всего    | Всего | 116 | 73 | 27,3 | 52,5 | 40,0 | 84,5 | 4,3 | 1,6 | 1,4 | 0,9 | 11,3 |
| Наведите курсор мыши на аббревиатуры в заголовке таблицы, чтобы прочесть их расшифровку Статистика приведена с сайта sports-reference.com |           |          |       |     |    |      |      |      |      |     |     |     |     |      |